# 30370 Jongoetz
30370 Jongoetz este un asteroid din centura principală de asteroizi.

## Descriere
30370 Jongoetz este un asteroid din centura principală de asteroizi. A fost descoperit pe 6 mai 2000 la Socorro, New Mexico, în cadrul proiectului LINEAR. Asteroidul prezintă o orbită caracterizată de o semiaxă mare de 2,40 ua, o excentricitate de 0,11 și o înclinație de 5,5° în raport cu ecliptica.